# Tetrasiphon hydrocora
Tetrasiphon hydrocora är en hjuldjursart som beskrevs av Ehrenberg 1840. Tetrasiphon hydrocora ingår i släktet Tetrasiphon och familjen Tetrasiphonidae. Arten är reproducerande i Sverige. Inga underarter finns listade i Catalogue of Life.